# اتحاد مايكروبي اصطناعي

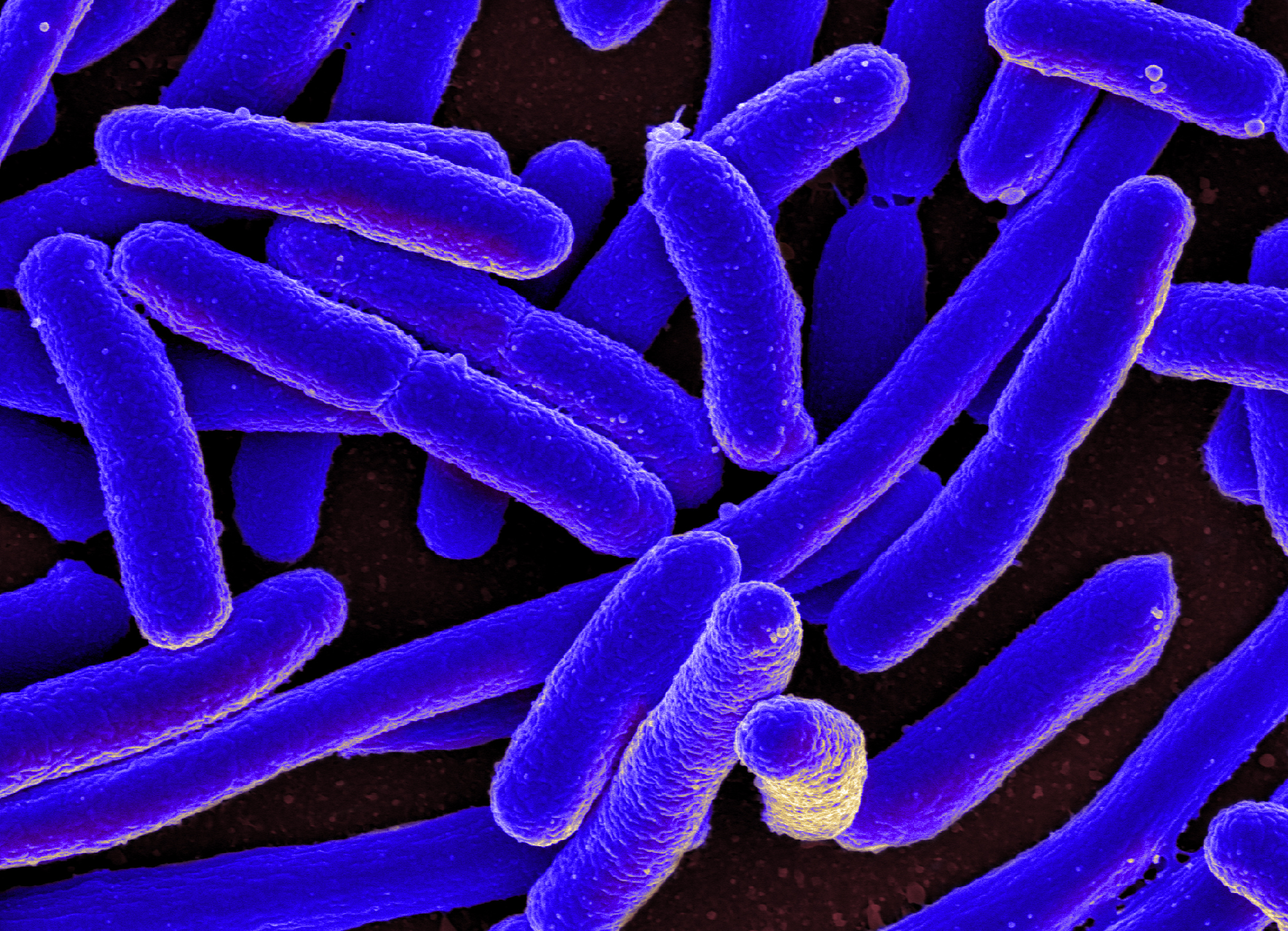
صورة للإشريكية القولونية ، بكتيريا كيميائية متغيرة التغذية غالبًا ما تستخدم في اتحادات ميكروبية اصطناعية.

الاتحاد المايكروبي الاصطناعي (المعروف باسم الثقافات المتعاونة) وهي أنظمة متعددة السكان يمكن أن تحتوي على مجموعة متنوعة من الأشكال الميكروبية، ويمكن تعديلها لخدمة مجموعة مختلفة من المجالات الصناعية والبيئية. بالنسبة للبيولوجيا التركيبية، تأخذ الاتحادات القدرة على هندسة سلوكيات الخلايا الجديدة إلى مستوى السكان.
تعتبر هذة الاتحادات أكثر انتشارا في الطبيعة، وتثبت بشكل عام أنها أقوى من الزراعة الأحادية. تم استزراع ما يزيد قليلاً عن 7000 نوع من البكتيريا وتحديدها حتى الآن. والكثير من الأنواع الباقية من البكتيريا المقدرة بـ 1.2 مليون لا يزال يتعين استزراعها وتحديدها، ويعود ذلك جزئيًا إلى عدم التمكن على الاستزراع المحوري. وتشير الأدلة على التكافل بين الميكروبات بكثرة إلى أنها كانت تعتبر مقدمة ضرورية لتطوير النباتات البرية وتنقلها من احياء الطحالب في البحر إلى اليابسة. عند تصميم اتحادات اصطناعية، أو إطلاق اتحادات تحدث بشكل طبيعي، يتتبع علماء الأحياء تركيبة الرقم الهيدروجيني ودرجة الحرارة وأشكال التمثيل الغذائي الأولي وأوقات الحضانة ونسبة النمو والمتغيرات الثانية ذات الصلة.

## وقود حيوي
إحدى التطبيقات الأكثر ظهورا للسلوكيات الهندسية والتفاعلات بين الميكروبات في المجتمع هو القدرة على الجمع والتغيير بين عمليات التمثيل الغذائي. يتضمن الجمع بين الميكروبات ذاتية وغير ذاتية التغذية إمكانية نادرة لمجتمع مكتفٍ ذاتيً والذي ينتج أشكالا مختلفة من الوقود الحيوي المطالب بجمعة.  تم الحصول على ثنائيات الاستزراع المشترك من البكتيريا الحبيبية المتعاقبة متطاولة ذاتية التغذية والإشريكية القولونية غيرية التغذية لتكون قادرة على النمو بنحو متكامل عندما يتم تغييرها ل سلالة الاستطالة لتشمل جينا لنقل السكروز. قد يسمح الخليط المتكافئ للبكتيريا الزرقاء التي تنتج السكروز مع تقلب الإشريكية القولونية المعدلة بمجموعة متنوعة من المنتجات الأيضية مثل أصناف الوقود الحيوي المختلف من البوتانول، والتربينويدات، والوقود المأخوذ من الحمض الدهني.
وايضا يوفر تضمين مادة غير ذاتية التغذية حلولا لقضايا التلوث عند إنتاج الكربوهيدرات، وقد تقل المنافسة من قابلية الأنواع الملوثة للحياة.  في الأنظمة المحجورة، ويمكن أن يكون هذا قيدًا على جدوى عمليات الوقود الحيوي على نطاق شاسع، مثل أحواض الطحالب، بحيث يمكن للتلوث أن ينقص بشكل كبير من الإنتاج المرغوب.
من خلال التفاعلات بين البكتيريا والميثانوجينات من التربة في حقل الأرز، تم اكتشاف أن استخدام تنقل الإلكترون بين الأنواع عمل على تحفيز إنتاج الميثان. بالنظر إلى توفر المعادن الموصلة في التربة واستخدام الميثان (وهو الغاز الطبيعي) كوقود، قد يؤدي هذا إلى عملية إنتاج الطاقة الحيوية.

## المعالجة الحيوية
يوفر استعمال مجموعة كبيرة من التمثيل الغذائي الميكروبي فرصًا للذين يهتمون بالمعالجة الحيوية. من خلال الاتحادات، تمكن علماء الأحياء الاصطناعية من تصميم كفاءة معززة للبكتيريا التي بامكانها ان تفرز المواد المخفضة للتوتر السطحي الحيوي وأيضا تحلل الهيدروكربونات لتنظيف التلوث بالزيوت بولاية آسام بالهند. أخذت تجربتهم مجموعات من خمسة أنواع طبيعية من البكتيريا المهينة للهيدروكربونات، وحللوا الكوكتيلات المختلفة لمعرفة أي الهيدروكربونات العطرية المتعددة هي الأفضل. تم العثور على خليط من العصوية الرقيقة و العصوية الشمعية ليكون الاعلى فعالية، حيث أدى إلى تدهور 84.15٪ من إجمالي الهيدروكربونات البترولية بعد خمسة أسابيع.

وقد تحولت محاولات المعالجة الإضافية إلى قضية جريان المبيدات الزراعية. تختلف مبيدات الآفات من حيث النوع والعمل، وغالبًا ما تؤدي التركيزات العالية إلى مخاطر بيئية عالية التسمم. من بين أكثر من 500 نوع من مبيدات الآفات قيد الاستخدام الحالي، هناك مشكلتان خطيرتان هما الافتقار العام إلى قابلية التحلل البيولوجي وعدم القدرة على التنبؤ. في قيرغيزستان، قام الباحثون بتقييم التربة عبر مكب للمبيدات واكتشفوا ليس فقط أن التربة بها اختلاف بسيط للنباتات الدقيقة، ولكن بعض الأنواع التي كانت موجودة تستخدم طرق التمثيل الغذائي لتهضم المبيدات. كان النوعان الأكثر كفاءة اللذان تم العثور عليهما هما الزائفة الفلورنسية وعصية بوليمكسا، حيث تدمرت العصية إلى 48.2٪ من مبيد ألدرين بعد إثنا عشرة يومًا. ومع ذلك، عندما تم دمج السلالات مع بعضها البعض بالإضافة إلى بعض البكتيريا الأخرى الأقل كفاءة ولكنها محلية، زاد تحلل المبيدات إلى 54.0٪ في نفس الظروف. .وقد ناقش المختصين النتائج التي توصلوا إليها، قائلين
«ومن الاحتمال أن تزيد القدرة العملية للبكتيريا فقط من خلال الاستزراع المشترك، مما يدل على أن هذه البكتيريا تتعايش بشكل طبيعي وتعتمد على بعضها البعض لاستخدام المواد البيئية. في مسارات الأكسدة والتحلل المائي لتحلل مبيدات الآفات، وبإمكان هذة البكتيريا أن تقوم بإنتاج مستقلبات ليتم استعمالها من قبل نظام إنزيم البكتيريا الأخرى». 

## البلاستيك الحيوي
كردة فعل على كثرة استخدام اللدائن الغير قابلة للتحلل والزيوت وتراكمها بعد ذلك ك نفايات، طور العلماء بدائل قابلة للتحلل البيولوجي وسمادًا تسمى غالبًا البلاستيك الحيوي. ومع ذلك، ليس كل المواد البلاستيكية التي تم إنشاؤها بيولوجيًا قابلة للتحلل بالضرورة، ومن المحتمل ان يكون مصدرا مثيرا للربكة. لذلك، من الضروري التمييز بين أشكال البلاستيك الحيوي، والبلاستيك الحيوي القابل للتحلل الحيوي الذي يمكن أن يتحلل من خلال النباتات الدقيقة والبلاستيك الحيوي ببساطة والذي يعد مصدرًا متجددًا للبلاستيك ولكنه يتطلب الكثير من الجهد للانتهاء منه.
أحد اللدائن الحيوية ذات الأهمية هو بولي هيدروكسي بوتيرات، وهي عبارة عن بلاستيك حيوي قابل للتحلل وله تطبيقات لتغليف المواد الغذائية نظرًا لكونه غير سام. تم إثبات أن الإشريكية القولونية المعاد استخدامها ، وكذلك المملوحات ، تنتج ال بولي هيدروكسي بوتيرات.  أثبت إنتاج بولي هيدروكسي بوتيرات بدءًا من ثاني أكسيد الكربون في ثقافة مشتركة بين الإطالة والإنباتية أنه زوج ثابت ومستمر الإنتاج لمدة 5 أشهر بدون مساعدة المضادات الحيوية.